# Hansholm
Hansholm (fi. Hansholma) är en ö i Finland. Den ligger i Bottenhavet och i kommunen Björneborg i den ekonomiska regionen  Björneborgs ekonomiska region i landskapet Satakunta, i den sydvästra delen av landet. Ön ligger omkring 24 kilometer nordväst om Björneborg och omkring 250 kilometer nordväst om Helsingfors.
Öns area är 10,3 hektar och dess största längd är 0,5 kilometer i sydöst-nordvästlig riktning.